# Niederländische Badmintonmeisterschaft 2011
Die Niederländische Badmintonmeisterschaft 2011 fand vom 4. bis zum 6. Februar 2011 in Almere statt.

## Austragungsort
- Topsportcentrum Almere, Almere

## Medaillengewinner
| Disziplin    | Gold                               | Silber                         | Bronze                                  |
| ------------ | ---------------------------------- | ------------------------------ | --------------------------------------- |
| Herreneinzel | Eric Pang                          | Dicky Palyama                  | Erik Meijs                              |
| Herreneinzel | Eric Pang                          | Dicky Palyama                  | Dennis van Daalen De Jel                |
| Dameneinzel  | Yao Jie                            | Judith Meulendijks             | Lisa Malaihollo                         |
| Dameneinzel  | Yao Jie                            | Judith Meulendijks             | Patty Stolzenbach                       |
| Herrendoppel | Ruud Bosch Koen Ridder             | Jacco Arends Jelle Maas        | Hans van Os Ralph Starren               |
| Herrendoppel | Ruud Bosch Koen Ridder             | Jacco Arends Jelle Maas        | Dave Khodabux Jorrit de Ruiter          |
| Damendoppel  | Paulien van Dooremalen Lotte Bruil | Selena Piek Iris Tabeling      | Thamar Peters Josephine Wentholt        |
| Damendoppel  | Paulien van Dooremalen Lotte Bruil | Selena Piek Iris Tabeling      | Samantha Barning Patty Stolzenbach      |
| Mixed        | Ruud Bosch Lotte Bruil             | Dave Khodabux Samantha Barning | Jorrit de Ruiter Paulien van Dooremalen |
| Mixed        | Ruud Bosch Lotte Bruil             | Dave Khodabux Samantha Barning | Jacco Arends Selena Piek                |